# Fiat Powertrain
Fiat Powertrain es una empresa con sede en Turín, Italia, filial de Fiat S.p.A., dedicada a las actividades relativas a la investigación, desarrollo, innovación, fabricación y comercialización de motores y transmisiones, principalmente para Fiat Group Automobiles.

## Historia
La compañía se formó en marzo de 2005 con el nombre de Fiat Powertrain Technologies (FPT), después de la disolución de la empresa conjunta para fabricación de motores que el grupo tenía con General Motors. En un primer momento agrupaba todas las actividades de producción de motores, tanto para aplicaciones automovilísticas como industriales. Esto comprendía motores para automóviles de turismo, vehículos comerciales, camiones, autobuses, motores marinos, generadores industriales y motores para maquinaria de construcción y agrícolas.
En junio de 2007 se firma un acuerdo con Mercedes-Benz para producir 80 000 motores MultiJet de 3.0 litros y 177 CV (175 HP; 130 kW), adecuados a la legislación Euro IV y Euro V para equipar vehículos comerciales ligeros de la marca alemana.
En junio de 2009 se firma con el fabricante de motores británico Perkins, filial de Caterpillar, un acuerdo de colaboración técnica para el desarrollo de un motor de nueva generación de 3.4 litros de cilindrada adecuado a la legislación Euro V.
Desde el 1 de enero de 2011 Fiat S.p.A. se separó de sus filiales industriales mediante un spin-off que conllevó la creación de una nueva matriz denominada Fiat Industrial S.p.A.. Esto conllevó que las actividades industriales de Fiat Powertrain Technologies también se separaron pasando a depender de una nueva empresa que se denominó FPT Industrial. Mientras, las restantes actividades de la empresa relacionadas con automóviles de turismo y vehículos comerciales ligeros se les cambió la denominación pasando a denominarse simplemente Fiat Powertrain. Sin embargo, ambas compañías continúan compartiendo sus principales centro de investigación y desarrollo como ELASIS y Centro Ricerche Fiat.
El 14 de enero de 2011, Fiat Powertrain adquiere a Team Penske una participación mayoritaria en el constructor italiano de motores Diésel para automóviles VM Motori, pasando esta última a convertirse en una empresa conjunta entre Fiat S.p.A. y General Motors.
El 3 de noviembre de 2013, Fiat Powertrain adquiere a General Motors, el 50% restante que estaba en posesión de esta última, haciéndose con el control total y figurando la primera, como única propietaria.
Actualmente la compañía desarrolla su actividad en nueve países diferentes, tiene 16 plantas de producción y unos 20 000 trabajadores. Con una producción de casi 3 millones de motores y más 2.5 millones de transmisiones y cajas de cambio anuales, es una de las mayores compañías del mundo en su sector.

## Localizaciones

### Italia
- Turín: 45°01′38″N 7°37′02″E / 45.027117, 7.617302

- Verrone: 45°29′11″N 8°07′05″E / 45.486389, 8.118075

- Térmoli: 41°57′19″N 15°00′11″E / 41.955142, 15.00304

- Pratola Serra: 40°58′26″N 14°50′27″E / 40.97396, 14.840876

### Polonia
- Bielsko-Biała: 49°50′41″N 19°02′30″E / 49.844695, 19.041776

### Brasil
- Betim: 19°58′03″S 44°06′31″O / -19.96742, -44.108605

- Campo Largo (Paraná): Fiat Powertrain Campo Largo (Ex Tritec) 25°26′09″S 49°30′29″O / -25.435722, -49.507977

### Argentina
- Córdoba: 31°27′16″S 64°07′05″O / -31.454382, -64.118174

### India
- Ranjangaon S: 18°47′02″N 74°16′43″E / 18.783873, 74.278693

## Premios

### Engine of the Year
- En el año 2000 el motor V6 de 2,5 litros recibía el premio Engine of the Year en la categoría de 2 a 2.5 litros.

- En 2005 el motor JTD de 1.3 litros era distinguido como mejor motor del año en la categoría de 1 a 1.4 litros.

- En 2010 el motor 1.4 MultiAir con turbocompresor ganaba en la categoría de mejor motor nuevo.

- En 2011 el motor TwinAir recibía cuatro premios de la organización Engine of the Year: mejor motor nuevo, motor verde del año, mejor motor de menos de un litro y motor internacional del año.[2]